# Czech János
Czech János (néhol Czeh János formában is) (Győr, 1798. június 10. – Pest, 1854. november 1.) városi bíró, a Magyar Tudományos Akadémia tagja.

## Élete
Atyja Linzből származott; tanulmányait a Pozsonyi Evangélikus Líceumban kezdte, s a győri akadémiában végezte. Az ügyvédi vizsga után 1820-ban szülővárosában törvényszéki jegyzővé, 1824-ben városi tanácsossá, 1831-ben polgármesterré és 1836-ban főbíróvá neveztetett ki; közben négy országgyűlésen, mint városának követe vett részt. A Magyar Tudományos Akadémia 1832. március 10-én választotta rendes tagjai sorába. 1836-ban Győr- és Moson vármegyék, nem nemes létére is táblabíráik közé sorozták, 1840-ben pedig V. Ferdinánd király az újonnan fölállított tanulmányi és központi könyvvizsgáló bizottmány másodülnökévé nevezte ki s egy hónappal utána magyar nemeslevéllel ajándékozta meg. 1848-ban a királyi kincstári levéltár igazgatójává, 1850-ben kincstári, 1854. pénzügyi tanácsossá neveztetett ki. Emlékbeszédet 1854. november 27-én Toldy Ferenc mondott fölötte az akadémiában.

## Munkái

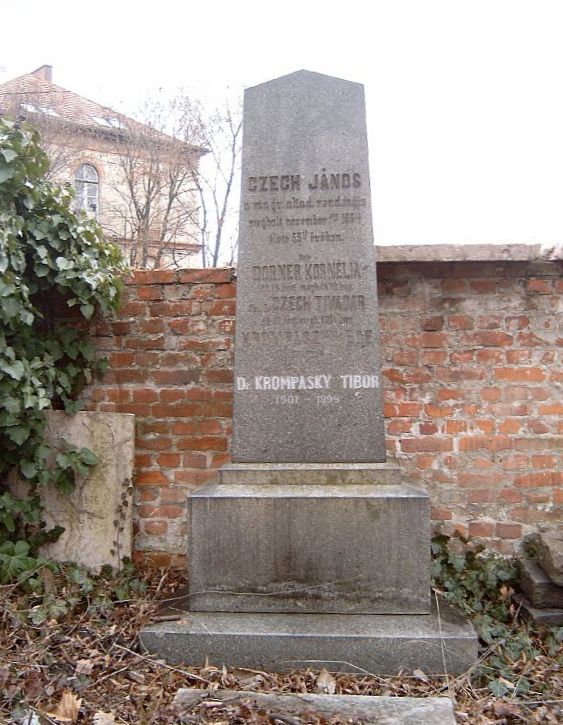
Czech János sírja Budapesten. Kerepesi temető: J. 214.

- 1827 Győr vármegye főispánjairól. Győr
- 1829 Győr vármegye hajdan nemes familiáinak emlékezetek. Pest
- 1833 Győr várossa szegények intézete és azzal egyesült árvaház 1832–1833. Győr

Fejér György okmánytárát több száz oklevél másolatával gazdagította; ezek közül 400 a Codex dipéldául VII. (pótló) kötetében jelent meg.
Kéziratban maradt az 1839–40. országgyűlésről készített 60 ívre terjedő munkája; a Győr város és megye monográfiájához általa gyűjtött anyag több kötetre terjed; így van hozzá ezer oklevél-másolat hat 4-rétű kötetben sat.; Országgyűlési emlékiratok hat fólió kötetben; vegyes tárgyú oklevelek tiz ivrét és tizenkét 4-rét kötetben; Magyar levelek a XVI. és XVII. századból, két kötet; végre a magyarországi zsidók történetét érdeklő oklevelek egy kötetben. Sajtókészen állottak halálakor: Ujra gyűjtött Árpád-korszaki oklevéltára; A magyar nádorok és főhivatalnokok táblai sorozata, jegyzetekkel.
Irodalmilag a történeti tudományokkal, oklevelek, régi pénzek és emlékek gyűjtésével foglalkozott; 400 ezüst és 1300 réz darabbal a n. múzeumi éremtárt gazdagította. Ő figyelmeztette az akadémiát az érsekújvári ferences rendiek zárdájában őrzött két régi kéziratra (egyik az 1513-ban Kinizsi Pálné számára írott imakönyv (Czech-kódex), a másik az érsekújvári kódex név alatt ismeretes és a budapesti Egyetemi Könyvtárba került).
Értekezései megjelentek a Tudományos Gyűjteményben (1828–29. 1838.), Hormayr Archivjában (1828.) és Taschenbuchjában (1830–31.), Tudománytárban (1835–36.) és az Akadémia Évkönyveiben (1831–35.); a Századunkban (1839–40.) több közjogi czikke van; történeti cikket irt még az Uj Magyar Muzeumba (1851–52.)